# Lijst van spelers van FC Levadia Tallinn
Deze lijst omvat voetballers die bij de Estische voetbalclub FC Levadia Tallinn spelen of gespeeld hebben. De spelers zijn alfabetisch gerangschikt.

## A
- Nikita Andreev
- Ilja Antonov
- Pavel Apalinski
- Anton Aristov
- Artjom Artjunin

## B
- Sergei Bragin

## C
- Vitoldas Čepauskas
- Serhiy Chopyk
- Anton Chuikov

## D
- Aleksei Demutski
- Aleksandr Djatšenko
- Yaroslav Dmitriev
- Aleksandr Dmitrijev
- Artjom Dmitrijev
- Marius Dovydenas

## E
- Trevor Elhi
- Tengiz Eteria

## F
- Felipe Nunes

## G
- Vitali Gussev

## H
- Sergei Hohlov-Simson
- Markus Holst
- Rimo Hunt

## I
- Kevin Ingermann
- Vladislav Ivanov

## J
- Stefan Järv

## K
- Martin Kaalma
- Andrei Kalimullin
- Marek Kaljumäe
- Siksten Kasimir
- Tarmo Kink
- Nikita Kolyaev
- Artur Kotenko
- Andrei Krõlov
- Toomas Krõm
- Dmitri Kruglov
- Aleksandr Kulinitš
- Kert Kütt

## L
- Aleksanders Lasko
- Taavi Laurits
- Vitali Leitan
- Marek Lemsalu
- Sergei Lepmets
- Frank Liivak

## M
- Deniss Malov
- Kristian Marmor
- Nikita Martõnov
- Aleksei Matrossov
- Anton Mirantsjoek
- Valerijus Mižigurskis
- Aleks Mones
- Igor Morozov
- Vitali Myrniy

## N
- Konstantin Nahk
- Tarmo Neemelo
- Jevgeni Novikov

## O
- Ivan O'Konnel-Bronin
- Henrik Ojamaa
- Indro Olumets

## P
- Aleksei Panin
- Maksim Paponov
- Sergei Pareiko
- Aleksejs Pasins
- Aleksandr Pavlihhin
- Andero Pebre
- Vadimas Petrenka
- Artur Pikk
- Priit Pikker
- Maksim Podholjuzin
- Aivar Priidel
- Eino Puri
- Sander Puri
- Ats Purje

## R
- Eduard Ratnikov
- Artur Rättel
- Andreas Raudsepp
- Darius Regelskis
- Miroslav Rõškevitš
- Alessandro Rottoli

## S
- Kaimar Saag
- Tomi Saarelma
- Marten Saarlas
- Andrei Šadrin
- Povilas Šarūnas
- Tihhon Šišov
- Maksim Smirnov
- Roman Smisko
- Dalius Staleliunas
- Modestas Stonys
- Igor Subbotin
- Mark Švets

## T
- Albert Taar
- Taavi Tammo
- Taijo Teniste
- Janar Toomet
- Vladislav Tšurilkin

## U
- Martin Ustaal

## V
- Konstantin Vassiljev
- Sergei Vihrov
- Taavi Viikna
- Aleksandr Volodin
- Vladimir Voskoboinikov

## Z
- Indrek Zelinski
- Robert Zelinski